# U-Bahnhof Anjos

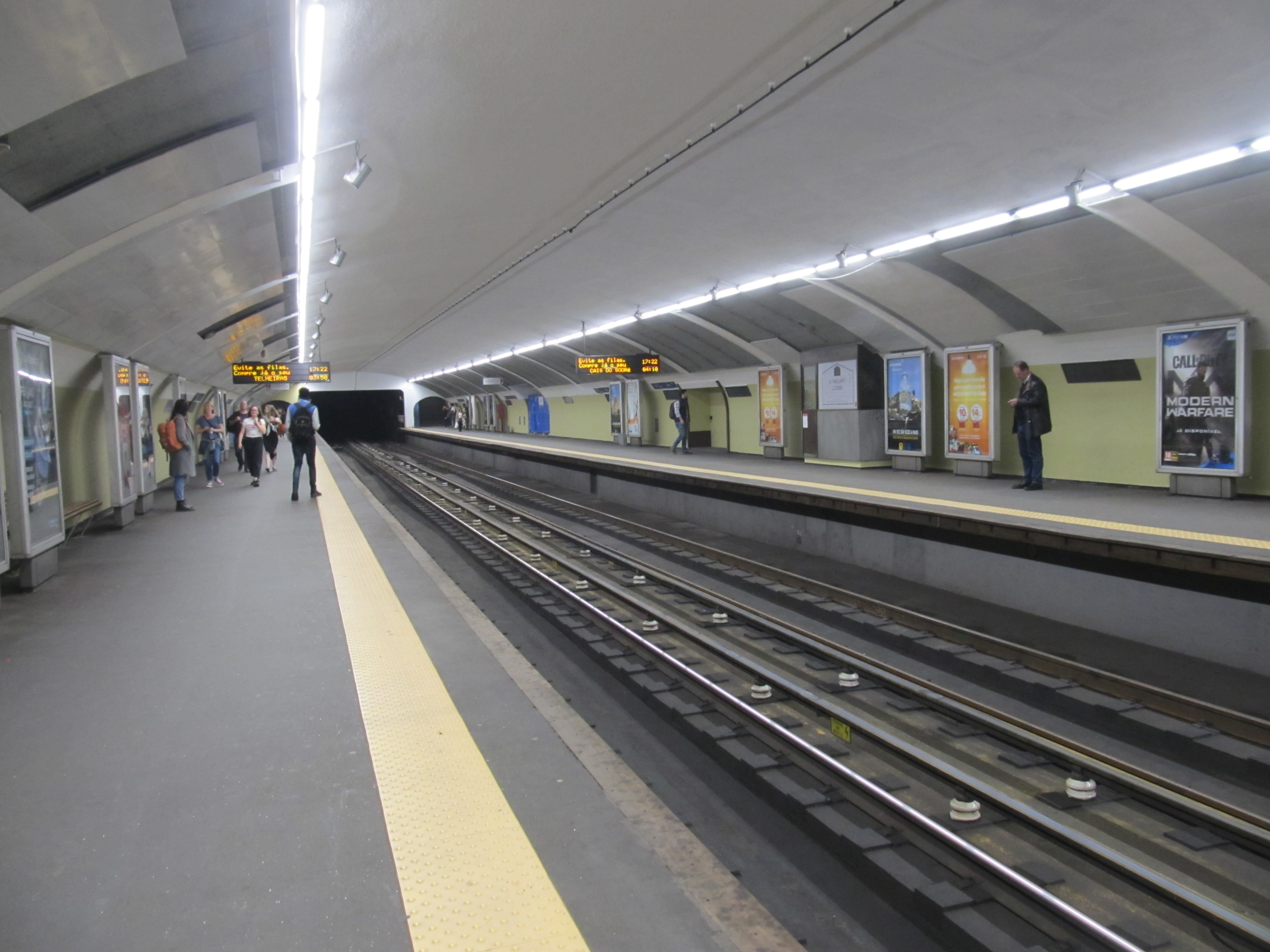
U-Bahnhof Anjos

Anjos ist ein U-Bahnhof der Linha Verde der Metro Lissabon, des U-Bahn-Netzes der portugiesischen Hauptstadt. Der Bahnhof befindet sich unter der Kreuzung Avenida Almirante Reis / Rua de Angola beziehungsweise Rua Febo Moniz parallel zum Gebäude der Banco de Portugal in der Stadtgemeinde Arroios. Die Nachbarstationen des Bahnhofes sind Arroios und Intendente. Der Bahnhof ging am 28. September 1966 in Betrieb.

## Geschichte
Der Bahnhof entstand im Zuge der Verlängerung Socorro–Anjos des damaligen Netze der Metro Lissabon, das Anfang der sechziger Jahre lediglich aus einer Art Ypsilon (mit den beiden nördlichen Endpunkten Sete Rios und Entrecampos und dem südlichen Endpunkt Rossio) bestand. Zu dieser Zeit gewannen die Stadtviertel im Norden Lissabons, um Alvalade, sehr an Bedeutung, sodass die Stadtverwaltung eine Verlängerung der Metro bis dahin plante. Der Abschnitt Socorro–Anjos ging am 28. September 1966 in Betrieb, die weitere Verlängerung gen Norden wurde am 18. Juni 1972 eröffnet.
Für den Entwurf des Bahnhofes zeichnete Dinis Gomes verantwortlich, der bereits zahlreiche andere Metrobahnhöfe für die Stadt Lissabon entworfen hatte. Er orientierte sich dabei an dem von ihm selbst entworfenen Standard. Der Bahnhof besitzt eine relativ flache, jedoch abgerundete Bahnsteigdecke sowie zwei 70 Meter lange Seitenbahnsteige mit einem Ausgang in Richtung Süden. Für die künstlerische Gestaltung war auch an diesem Bahnhof Maria Keil verantwortlich, die auf ihre bewährte Fliesenkunst zurückgriff. Hierbei verwendete sich jedoch nicht, wie der Verwaltungsvorstand der Metro Lissabon sie gebeten hatte, übliche geometrische Figuren, sondern ließ sich zu abstrakteren Formen (u. a. Windwirbel) hinreißen.
Um zukünftig längere Zugverbänden auf der heutigen Linha Verde fahren lassen zu können, beschloss die Betreibergesellschaft der Metro Lissabon, alle Bahnsteige der Linie von den damaligen 70 Metern (Vier-Wagen-Zug) auf 105 Meter (Sechs-Wagen-Zug) zu verlängern. Im Falle des Bahnhofes Anjos konnte die Bauarbeiten 1982 vollendet werden. Dabei wurde die Station unter Regie des Architekten Sanchez Jorge in Richtung Norden verlängert, für die Ausgestaltung des nördlichen Zwischengeschoss beauftragt die Betreibergesellschaft Rogério Ribeiro. Ribeiro verwandte ebenfalls Fliesen, wählte dafür abstrakte Formen, vor allem hellblau-dunkelblaue Kreise auf weißem Hintergrund. Die Station hat keine Aufzüge.

## Verlauf
Am U-Bahnhof bestehen Umsteigemöglichkeiten zu den Buslinien der Carris.
| Linie | Verlauf |
| ----- | --- |
|       | Telheiras – Campo Grande – Alvalade – Roma – Areeiro – Alameda – Arroios – Anjos – Intendente – Martim Moniz – Rossio – Baixa-Chiado – Cais do Sodré |